# Sissi (Kartoffel)
Sissi ist eine festkochende Speisekartoffelsorte. 
Ihre Neuzulassung erfolgte im Jahr 2007. Sie besitzt einen mittleren bis hohen Knollenansatz, welcher sich aber nicht unbedingt im Ertrag widerspiegelt. Die guten Qualitäten machen sie zu einer Sorte für Direktvermarkter.
Sie hat eine geringe Kochdunklung und eine geringe Neigung zu Schwarzfleckigkeit.
Als Staude bildet sie eine rot-violette Blüte, die Knollen sind langoval, haben eine helle und glatte Schale mit flachen Augen. 
Der Wirkstoff Metribuzin darf im Nachauflauf nur in reduzierten Mengen zum Einsatz kommen.
Gegenüber Kraut- und Knollenfäule ist sie sehr tolerant, weshalb die Spritzabstände etwas weiter gewählt werden können.